# Młodzieżowe Drużynowe Mistrzostwa Polski na Żużlu 1995
Młodzieżowe Drużynowe Mistrzostwa Polski 1995 – zawody żużlowe, mające na celu wyłonienie medalistów młodzieżowych drużynowych mistrzostw Polski w sezonie 1995. Rozegrano eliminacje w czterech grupach oraz finał.

## Finał
- Gorzów Wlkp., 12 września 1995
- Sędzia: Krzysztof Woźniak

| Msc |                                                                                  | Drużyna / Zawodnik                                          | Biegi                            | Punkty |
| --- | -------------------------------------------------------------------------------- | ----------------------------------------------------------- | -------------------------------- | ------ |
| 1   |                                                                                  | Stal-VAN PUR Rzeszów                                        | Stal-VAN PUR Rzeszów             | 45     |
| 1   | Maciej Kuciapa Rafał Wilk Piotr Winiarz Rafał Trojanowski Sławomir Sitek         | (2,3,3,1,3) (1,3,3,2,3) (3,2,2,3,w) (1,2,2,3,3) ns          | 12 10 11 –                       |        |
| 2   |                                                                                  | Polonia Piła                                                | Polonia Piła                     | 31     |
| 2   | Rafał Dobrucki Waldemar Walczak Rafał Kowalski Marek Andruszkiewicz Jacek Pionke | (3,3,3,3,3) (3,3,1,w,2) (2,1,u,–,–) (0,–,–,1,1) (1,0,0,1)   | 15 9 3 2 2                       |        |
| 3   |                                                                                  | Stal-Michael Gorzów Wielkopolski                            | Stal-Michael Gorzów Wielkopolski | 29     |
| 3   | Mariusz Staszewski Sylwester Moskwiak Paweł Nizioł Piotr Rembas Michał Żłobiński | (2,1,2,2,1) (w,w,2,1,2) (1,2,1,2,2) (2,0,3,2,1) ns          | 8 5 8 –                          |        |
| 4   |                                                                                  | Włókniarz Częstochowa                                       | Włókniarz Częstochowa            | 13     |
| 4   | Piotr Ułamek Rafał Osumek Artur Pietrzyk Sebastian Ułamek Mariusz Szulc          | (u,–,–,–,–) (3,2,d,3,2) (0,0,1,1,0) (w,w,w,–,–) (1,u,0,0,0) | 0 10 2 0 1                       |        |